# Norrköping
Norrköping [ˈnɔrːˈɕøːpɪŋ] è una città della Svezia centro-orientale, nell'Östergötland. Ha una popolazione di 83 000 abitanti, ma nell'intera municipalità si arriva a 125 266 abitanti (2006).

## Geografia fisica
Norrköping si affaccia sul Mar Baltico nel golfo di Bråviken in corrispondenza della foce del fiume Motala ström, emissario principale del lago Vättern.

## Storia
La prima citazione della città in un documento ufficiale risale al 1283 quando Sofia di Danimarca (moglie di Valdemaro I di Svezia) donò i diritti di pesca del salmone al monastero di Skänninge, l'ottenimento dello status di città avvenne all'inizio del XIV secolo anche se il primo documento scritto (firmato da Alberto di Svezia e custodito nell'archivio cittadino) è datato 1384.
All'inizio del XVII secolo vi fu una rapida espansione dovuta all'installazione di alcune fabbriche tessili costruite su iniziativa di Louis de Geer, un emigrante belga. Nel 1790 il numero di abitanti era pari a 7 739. La città bruciò di nuovo nel 1655 e di nuovo nel 1719 durante il saccheggio russo del 1719-21, quando i russi bruciandola la rasero al suolo. Le pietre del castello di Johannisborg furono usate per costruire nuove case e oggi ne rimangono solo poche pietre.
Nel corso del XVIII secolo fu ricostruita e diverse industrie vi si insediarono: negli anni Quaranta del Settecento, Norrköping vantava tre zuccherifici; nel 1750 fu fondata l'influente industria dello snus su larga scala. In questo periodo di edificarono le chiese cittadine di Saint Olof e Saint Hedvig e molte altre vecchie case. Nel 1762 fu fondato in città il primo teatro in Svezia fuori Stoccolma, l'Egges Teater.
L'importanza di Norrköping rifiorì. Nel 1769 vi si riunì il Riksdag svedese. Nel 1800 il re Gustavo IV di Svezia fu incoronato nella chiesa di Saint Olof.
Tra la fine del XVIII e l'inizio del XIX secolo, Norrköping era una delle tre città svedesi in cui gli ebrei potevano vivere. 
La città subì nuovamente gli incendi nel 1822 e nel 1826. Successivamente le case di legno furono bandite. Nel 1841 fu avviata un'industria navale come filiale della Motala Verkstad di Motala. Nel 1850 l'industria contava oltre 600 dipendenti, rendendola all'epoca la più grande industria navale svedese. Durante il restante XIX secolo, le industrie continuarono ad espandersi. L'area presso il torrente Motala fu ulteriormente sviluppata con la costruzione di una raffineria di semi di cotone e nel 1854 fu costruita una cartiera, specializzata nella carta per i giornali, che ancora oggi esporta a clienti in tutto il mondo.
Anche l'industria, soprattutto quella tessile, si espanse nel XX secolo. Nel 1950 un totale di 54 stabilimenti occupavano 6 600 dipendenti in città. Nel 1956, tuttavia, 18 erano stati chiusi a causa della concorrenza dei paesi esteri con salari inferiori, come l'Italia e il Giappone. Nel 1970 erano rimasti solo 10 stabilimenti e 1 200 dipendenti. In quell'anno, la famosa cartiera Holmen, con i suoi 350 anni di storia, annunciò la chiusura e altre 900 persone furono licenziate. Per dare impulso alla occupazione, diverse autorità governative sono state trasferite a Norrköping da Stoccolma. 
Norrköping sta assistendo ad una rinascita negli ultimi anni come centro di cultura ed istruzione.

## Economia
L'energia idroelettrica fornita dal fiume e l'ottimo porto sono stati fondamentali nello sviluppo di questa città, conosciuta soprattutto per la sua industria tessile, di cui ha una radicata tradizione. Nel tempo le sono stati attributi due soprannomi: la "Manchester svedese" e la "Pechino svedese".

## Infrastrutture e trasporti
La città è servita da una rete tranviaria di trasporto pubblico inaugurata nel 1904 e lo scalo ferroviario principale è la Stazione centrale di Norrköping.

## Amministrazione

### Gemellaggi
- Udine, dal 1964
- Linz, dal 1995[3]
- Riga
- Esslingen am Neckar, dal 1964
- Odense
- Tampere
- Kópavogur
- Klaksvík
- Petah Tiqwa

## Sport

### Calcio
La squadra principale della città è l'IFK Norrköping, che nel corso della sua storia ha vinto 13 campionati svedesi. Altre società militanti in campionati minori sono l'IF Sylvia, l'IK Sleipner, lo Smedby AIS e l'Assyriska IF.

### Pallacanestro
La squadra dei Norrköping Dolphins, vanta la conquista di 5 campionati svedesi con la sezione maschile e 2 con quella femminile.

### Altri sport
La città vanta altre società che primeggiano a livello nazionale:
- HC Vita Hästen (hockey su ghiaccio)
- Vargarna (speedway)
- Norrköpings KK (nuoto)

## Attrazioni
- Museo del lavoro (Arbetets museum)
- Il paesaggio industriale di Norrköping (Industrilandskapet)
- Castello di San Giovanni (Johannisborg)
- Museo d'arte di Norrköping (Norrköpings konstmuseum)
- Sala da concerti Louis De Geer (Louis De Geer konserthus)
- Biblioteca comunale di Norrköping (Norrköpings stadsbibliotek)
- Museo civico di Norrköping (Norrköpings stadsmuseum)